# نصف‌النهار ۱۳۶ درجه غربی
نصف‌النهار ۱۳۶ درجه غربی ۱۳۶مین نصف‌النهار غربی از گرینویچ است که از لحاظ زمانی 9ساعت و 4دقیقه با گرینویچ اختلاف زمانی دارد.
این نصف‌النهار از قطب شمال شروع و از مناطق زیر گذشته و به قطب جنوب ختم می‌شود.
- کانادا
- اقیانوس آرام
- آلاسکا( ایالات متحده آمریکا)